# فردریک گولاند هاپکینز
فردریک گولاند هاپکینز (به انگلیسی: Frederick Gowland Hopkins) زیست‌شناس انگلیسی برنده جایزه نوبل فیزیولوژی و پزشکی در سال ۱۹۲۹ به خاطر کشف ویتامین بود.
در دههٔ اول سالهای ۱۹۰۰، هاپکینز، به موضوع جالبی دست یافت: او مخلوطی از انواع هیدرات‌های کربن، چربیها، پروتئینها و نمکها را - که همگی برای یک زندگی سالم ضروری هستند - به یک گروه از موش‌ها خورانید. چند هفته بعد مشاهده کرد که موش‌ها همگی مرده‌اند؛ ولی گروه دیگر موش‌ها که در همان مدت دقیقاً همان مخلوط غذایی را همراه با مقدار بسیار کمی شیر خورده بودند، زنده مانده بودند؛ بنابراین نتیجه گرفت که شیر ظاهراً موادی دارد که برای زنده ماندن و رشد موش‌ها لازمند. این مواد ضروری، ویتامینها بودند.